# 巴寧的西門·菲沙
巴寧的西門·菲沙（英語：Simon Fraser of Balnain，1729年—1777年10月7日），蘇格蘭裔軍官，曾經效命於荷蘭共和國和英國。
菲沙生於1729年蘇格蘭高地巴寧，家族屬於勞瓦德-菲沙氏族。由於菲沙氏族有大量男性使用「西門」為名，故此宗族內經常有同名同姓的情況出現。菲沙在1747年加入荷蘭共和國的陸軍，參與奧地利王位繼承戰爭，並且在同年的貝亨奧普佐姆圍城戰遭到法國軍隊俘虜。
獲釋後菲沙在1755年轉投英國陸軍，加入第78菲沙高地步兵軍團（該軍團的士兵大多來自菲沙氏族），然後調到北美參與法國印第安戰爭，先後參與路易堡圍城戰及亞伯拉罕平原戰役。北美戰事結束後，菲沙隨軍調回歐洲的七年戰爭戰場，出任普魯士王國斐迪南元帥的參謀。他後來陞任第24步兵軍團的中校，先後調駐直布羅陀及愛爾蘭。1770年菲沙獲任命為英國駐愛爾蘭陸軍的軍需將軍，並因此與另一英國軍官約翰·伯戈因結下友誼。
美國獨立戰爭爆發後，理查德·蒙哥馬利率領大陸軍遠征加拿大，並一度包圍魁北克市。菲沙的第24步兵軍團在1776年派往英屬魁北克省增援，協助蓋伊·卡爾頓擊退圍城的大陸軍兵，又參與了三河市之戰。他也在這段時間獲陞任准將。1777年，菲沙跟隨伯戈因的英軍由加拿大南下，引發薩拉托加戰役。由於伯戈因深入敵陣，致使英軍在薩拉托加遭到包圍。菲沙在10月7日的貝米斯高地之戰中遭到班奈狄克·阿諾德的大陸軍兵狙擊傷重身亡。